# Exoprosopa pterosticha
Exoprosopa pterosticha är en tvåvingeart som beskrevs av Hesse 1936. Exoprosopa pterosticha ingår i släktet Exoprosopa och familjen svävflugor. Inga underarter finns listade i Catalogue of Life.